# Tivertses

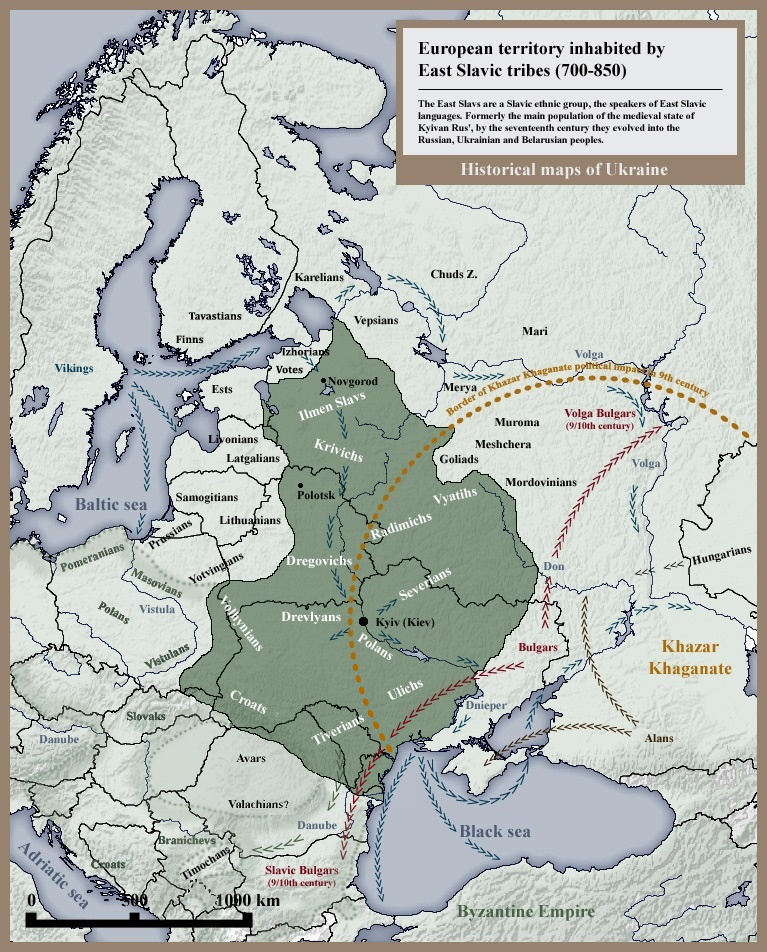
Répartition géographique des slaves orientaux aux.

Les Tivertses (Тиверці en ukrainien, Тиверцы en russe, Tiverți en roumain) est un peuple slave vivant entre le Dniestr et le Boug méridional, du VIIe au XIe siècle, à cheval sur les actuelles Ukraine occidentale et Moldavie orientale.
Les sites archéologiques moldaves d'Alcedar (en), de Echimăuţi (en) ou de Rudi (en) leur sont attribués par les historiens russes et soviétiques (pour leur part les historiens moldaves tels Ion Suruceanu ou Ion Nistor les attribuent à la culture slavo-roumaine de Dridu). Le nom des Tivertses a laissé des traces toponymiques dans les villes ukrainiennes Tyvriv et Kivertsi.
Ils sont brièvement mentionnés une première fois avec les Oulitches dans un manuscrit ruthène en 863. Puis une dernière fois en 944 dans un manuscrit slave relatant l'expédition du prince Igor de Kiev contre eux.
Ils ont fait partie du premier empire bulgare (qui s'étendait jusqu'à l'actuelle Ukraine du sud-ouest) et ont longuement résisté à la Rus' de Kiev avant de devoir se réfugier vers le sud-ouest, dans l'actuelle Moldavie, au XIIIe siècle où ils ont fini par s'assimiler aux Moldaves et aux Bulgares.